# The Quarterback (álbum de Glee)
The Quarterback es un EP del elenco de la serie de televisión estadounidense Glee. Fue lanzado el iTunes, el 7 de octubre de 2013, tres días antes del tercer episodio de la quinta temporada  "The Quarterback" (El mariscal de campo). El álbum cuenta con seis temas grabados para el episodio en homenaje a Finn Hudson, interpretado por Cory Monteith.

## Lista de canciones
| N.º | Título                                                           | Artista original  | Duración |  |
| 1.  | «Seasons of Love»                                                | Rent              | 3:04     |  |
| 2.  | «I'll Stand by You»                                              | The Pretenders    | 3:45     |  |
| 3.  | «Fire and Rain»                                                  | James Taylor      | 3:23     |  |
| 4.  | «If I Die Young»                                                 | The Band Perry    | 3:41     |  |
| 5.  | «No Surrender»                                                   | Bruce Springsteen | 3:44     |  |
| 6.  | «Make You Feel My Love»                                          | Adele             | 3:15     |  |
| 7.  | «I Still Haven't Found What I'm Looking For» (Bonus track Japón) | U2                | 3:58     |  |